# Maître des sports de l'URSS
Le statut de Maître des sports de l'URSS est un titre sportif institué en 1935  par le Conseil supérieur de la culture physique auprès du Comité exécutif central de l'URSS (dans les échecs, le titre a été institué plus tôt). Ce titre était attribué aux sportifs de l'URSS ; avec l'introduction en 1937 de la Classification sportive unifiée de l'Union soviétique, il était décerné pour la réalisation des normes établies dans celle-ci. L'attribution de ce titre s'arrête en 1992.

## Histoire
Les insignes du modèle de 1935 ne comportaient pas de numéros. En 1949, un nouvel insigne est établi (dont l'apparence ne change plus par la suite); l'insigne n°1 est remis à Albert Abramian  pour sa victoire au championnat d'URSS de gymnastique dans les exercices au sol.

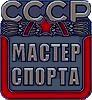
Insigne MS URSS du modèle 1949
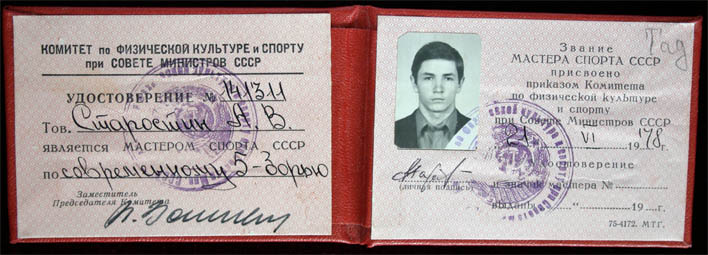
Certificat du titre « Maître des sports », délivré en 1978 à Anatoli Starostine

Au 1er janvier 1957, le titre est attribué à 8 779 personnes , au 1er janvier 1960 — à 15 949 personnes, au 1er janvier 1975 — environ 108 100 personnes, vers 1980 — environ 158 000 personnes, et en 1988 — environ 250 000 personnes ,,,.

## Maîtres des sports honorifiques
En 1959, le « Badge honorifique „Maître des sports de l'URSS“ » est introduit, attribué aux sportifs ayant respecté pendant 5 ans les normes du titre « Maître des sports de l'URSS ». Par une résolution du Comité des sports de l'URSS du 26 juin 1986, la remise de ces insignes est arrêtée .
Dans la littérature sportive, les détenteurs de ce badge sont appelés « Maître des sports honorifique de l'URSS » (abréviation standard - PMS).

## Maître des sports pour les sports nationaux
Dans les années 1950e siècle–1960e siècle, dans plusieurs républiques de l'Union, des titres de « Maître des sports pour les sports nationaux » sont institués . Le titre est attribué dans des disciplines sportives nationales ayant des règles approuvées par les comités sportifs des républiques. Par exemple, la classification unifiée russe pour les sports nationaux, adoptée en 1970, inclut 17 disciplines — courses de traîneaux à rennes, sports de traîneaux à chiens, lutte nationale, lapta, sport d'haltères et d'autres.

## Titres analogues
Des titres analogues existent en Bulgarie, Pologne (jusqu'en 1996), RDA (institué en 1952 ), Roumanie, Tchécoslovaquie , Albanie (institué en 1952 ), RPDC , Chine , Mongolie . Depuis 1992, plusieurs États anciennement membres de l'URSS instituent des titres de « Maître des sports » — Russie, Ukraine, Biélorussie, Kazakhstan, Kirghizistan, Moldavie, Tadjikistan, Ouzbékistan.